# Franklin County (Georgia)
Franklin County is een county in de Amerikaanse staat Georgia.
De county heeft een landoppervlakte van 682 km² en telt 20.285 inwoners (volkstelling 2000). De hoofdplaats is Carnesville.